# Bahnhof Frankfurt-Mainkur
Der Bahnhof Frankfurt-Mainkur liegt an der Bahnstrecke Frankfurt Süd–Aschaffenburg zwischen dem Frankfurter Ostbahnhof und dem Hanauer Hauptbahnhof im Frankfurter Stadtteil Fechenheim.

## Lage

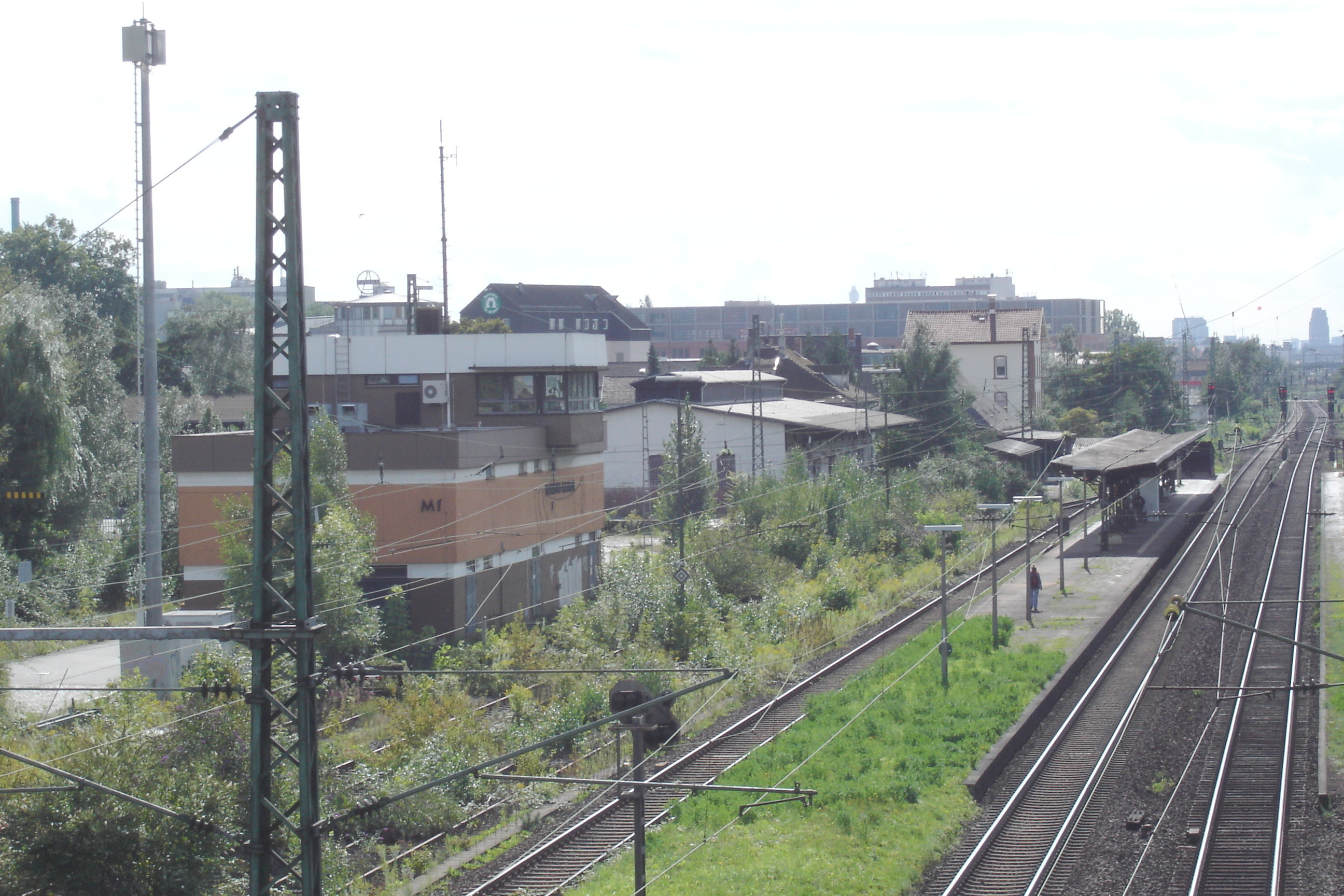
Blick auf den Bahnhof von der weiter östlich liegenden Omegabrücke über B 40, Bahnanlagen und Kilianstädter Straße

Der Bahnhof liegt am nördlichen Rand des historischen Fechenheim an der Straße An der Mainkur, wo die Hanauer Landstraße auf eine Verkehrsinsel zuführt, die als Kreisverkehr ausgebaut ist und auf der sich sowohl das Gebäude der Mainkurstuben als auch eine Haltestelle der Frankfurter Straßenbahn befinden. Dieses Ensemble wird als „Mainkur“ bezeichnet. Dort beginnt die nach Norden führende Vilbeler Landstraße, die unmittelbar westlich vom Bahnhof von den Bahngleisen überquert und unterbrochen wird. Eine Unterführung ermöglicht es jedoch, zu Fuß und mit dem Fahrrad die Eisenbahnstrecke zu unterqueren.

## Geschichte

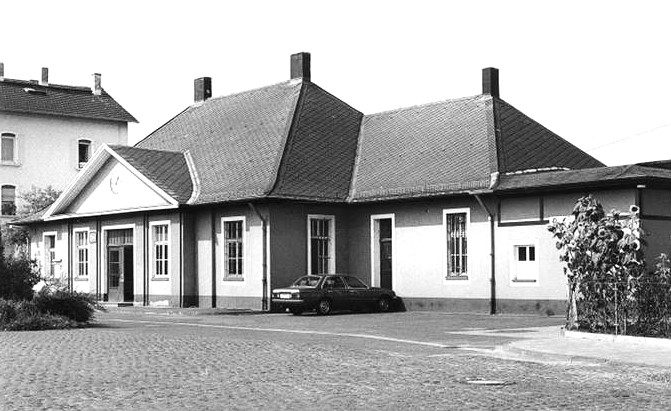
Gebäude des Bahnhofs Mainkur aus den 80er Jahren

Der Bahnhof mit dem ursprünglichen Empfangsgebäude wurde beim Bau der Frankfurt-Hanauer Eisenbahn 1847 angelegt. Bis zum Ende des Deutschen Krieges von 1866, der mit der Annexion von Kurhessen und der Freien Stadt Frankfurt durch Preußen endete, war der Bahnhof kurhessischer Grenzbahnhof an der Staatsgrenze zwischen den beiden Staaten mit Zollabfertigung. Zwischen 1913 und 1918 entstanden das jetzige Empfangsgebäude und die Güterhalle. Am 30. Mai sowie am 5. September 1942 wurde von dort insgesamt 28 jüdische Kinder, Frauen und Männer deportiert. Der Sammelpunkt war Rathaus Bergen. Das Bahnhofsgebäude im neoklassizistischen Stil hat ein geducktes Walmdach mit Ziegelfrontispiz und steht heute (Stand 2024) unter Denkmalschutz.

## Infrastruktur

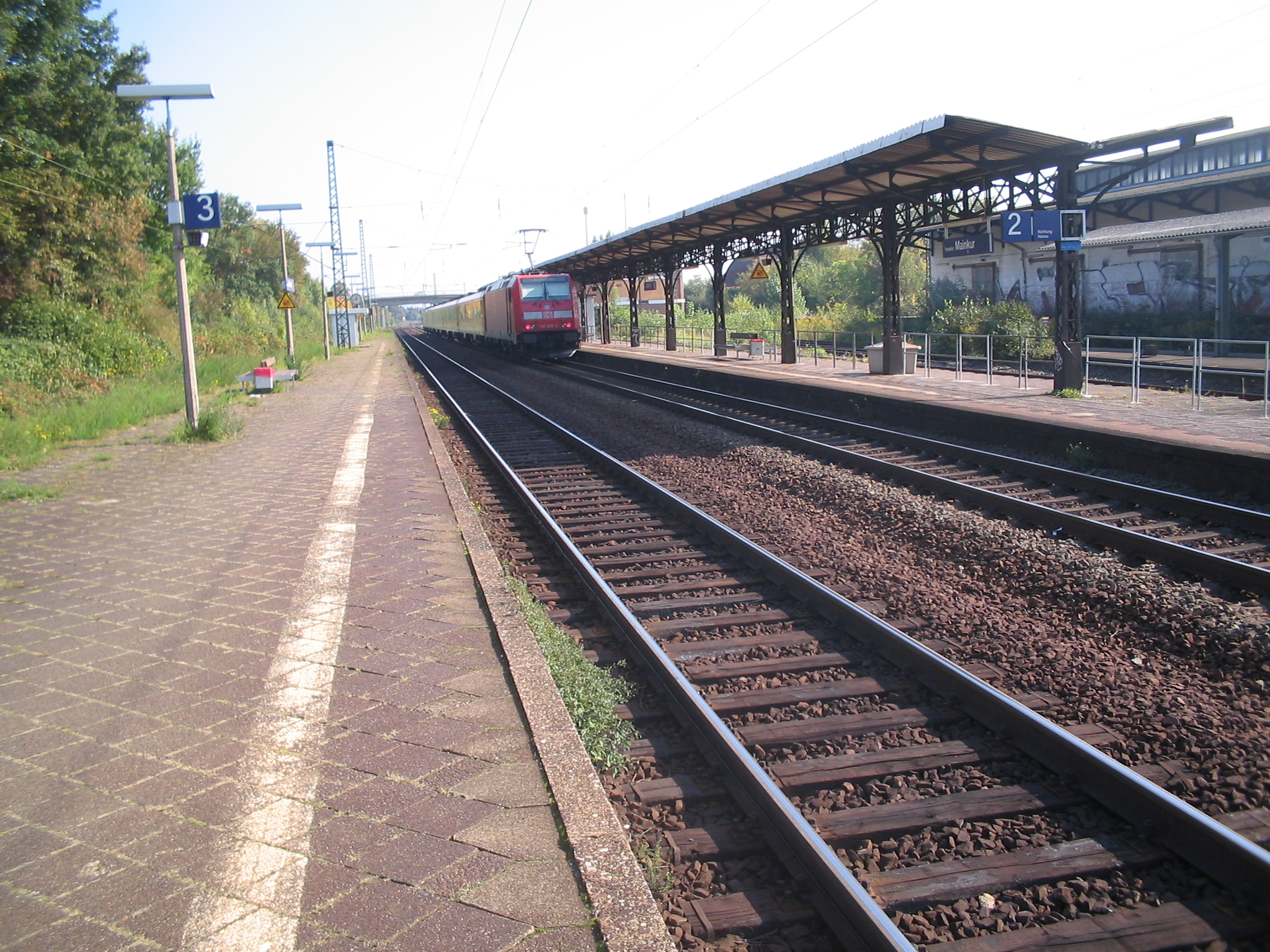
Die Bahnsteige mit ausfahrendem Regional-Express nach Würzburg Hbf

Der Bahnhof Frankfurt-Mainkur gehört der DB InfraGO und wird in deren Stationsmanagement geführt. Das Empfangsgebäude ist seit Jahren geschlossen. Die Schalterhalle wird von der Gaststätte L’Étoile für Kunstausstellungen genutzt. Fahrkarten gibt es nur noch am RMV-Automaten.
Der Bahnhof hat drei Gleise an zwei Bahnsteigen, die durch eine Unterführung miteinander verbunden sind. In Frankfurt-Mainkur halten Regionalbahnen und weniger häufig auch Regional-Express-Züge der RMV-Linie 54 von Frankfurt Hbf über Frankfurt Süd und Frankfurt Ost nach Hanau Hbf, Aschaffenburg Hbf, Würzburg Hbf und Bamberg.

## Zukunft
Im Zuge des Baus der Nordmainischen S-Bahn ist geplant, den Bahnhof Frankfurt-Mainkur zurückzubauen. Er soll durch die neu zu bauende Station Frankfurt-Fechenheim ersetzt werden, die etwas weiter westlich liegen wird. Während der Umbaumaßnahmen soll der Bahnhof jedoch noch angefahren werden.

## Verkehr
| Linie | Verlauf | Takt                                 | Betreiber       |
| ----- | --- | ------------------------------------ | --------------- |
| RE 54 | Main-Spessart-Express: Frankfurt (Main) Hbf – Frankfurt (Main) Süd – Frankfurt Ost – Frankfurt-Mainkur – Maintal West – Maintal Ost – Hanau-Wilhelmsbad – Hanau West – Hanau Hbf – Kahl (Main) – Dettingen (Main) – Kleinostheim – Aschaffenburg Hbf – Heigenbrücken – Wiesthal – Partenstein – Lohr Bf – Langenprozelten – Gemünden (Main) – Karlstadt (Main) – Retzbach-Zellingen – Würzburg Hbf – Schweinfurt Hbf – Haßfurt – Bamberg Stand: Fahrplanwechsel Dezember 2021 | 120 min (mit Lücken zur HVZ)         | DB Regio Bayern |
| RB 58 | Rüsselsheim Opelwerk – Rüsselsheim – Frankfurt am Main Flughafen Fernbf / (Frankfurt (Main) Hbf –) (nur HVZ) Frankfurt (Main) Süd – Frankfurt Ost – Frankfurt-Mainkur – Maintal West – Maintal Ost – Hanau-Wilhelmsbad – Hanau West – Hanau Hbf – Großauheim (Kr Hanau) – Großkrotzenburg – Kahl (Main) – Dettingen (Main) – Rückersbacher Schlucht – Kleinostheim – Aschaffenburg Hbf – Hösbach – Laufach Stand: Fahrplanwechsel Dezember 2021                               | 60 min 30 min (FF Süd–Hanau zur HVZ) | HLB Hessenbahn  |

Südlich des Bahnhofs befinden sich die Straßenbahn- und Bushaltestelle Mainkur Bahnhof am Mainkur-Kreisel im Zuge der Hanauer Landstraße, nördlich des Bahnhofs die Bushaltestellen Birsteiner Straße, Meerholzer Straße und Fuldaer Straße, erreichbar durch die Fußgängerunterführung im Zuge der Vilbeler Landstraße.
Die Haltestelle Mainkur Bahnhof wird von der Straßenbahnlinie 11 und den Bussen der Linien F-41, 44 (traffiQ) und 551 (Regionalverkehr) bedient. Nördlich der Eisenbahngleise liegt die Bushaltestelle Birsteiner Straße, welche ebenfalls von den Buslinien F-41, 44 und 551 sowie von den Linien MKK-23, MKK-25 (SVM) und X57 (Schnellbus) angefahren wird.
| Linie | Verlauf | Takt                                      | Betreiber |
| ----- | --- | ----------------------------------------- | --------- |
| 11    | Höchst Zuckschwerdtstraße – Nied Kirche – Griesheim – Gallus – Galluswarte – Hauptbahnhof – Willy-Brandt-Platz – Altstadt – Ostendstraße – Ostbahnhof – Mainkur Bahnhof – Fechenheim Schießhüttenstraße | 10 min 7/8 min (wochentags an Schultagen) | VGF       |

Auf allen Linien gelten wie in den den Bahnhof Mainkur bedienenden Eisenbahnlinien die Fahrscheine des RMV.
Vor und neben dem Empfangsgebäude befinden sich mehrere Parkplätze.